# 스니커 핌프스
스니커 핌프스(Sneaker Pimps)는 1994년 잉글랜드 하틀풀에서 결성된 영국의 트립합 밴드이다. 데뷔 앨범 Becoming X 와 싱글 "6 Underground", "Spin Spin Sugar"로 유명하다.

## 음반 목록
- Becoming X (1996)
- Becoming Remixed (1998)
- Splinter (1999)
- Bloodsport (2002)